# Silver Broom 1969
Air Canada Silver Broom 1969 var det 11. VM i curling for mænd. Turneringen blev afviklet i arenaen Perth Ice Rink i Perth, Skotland, Storbritannien i perioden 3. – ?. marts 1969 med deltagelse af otte hold. 
Mesterskabet blev for andet år i træk (og 9. gang i alt) vundet af Canada, som besejrede USA med 9-6 i finalen. Tredjepladsen gik til værtslandet Skotland, som tabte 5-7 til USA i semifinalen. Canadas hold var under ledelse af Ron Northcott, som tidligere også havde ført canadierne til guld ved Scotch Cup 1966 og Silver Broom 1968.

## Resultater

### Grundspil
De otte deltagende hold spillede en enkeltturnering alle-mod-alle. Vinderen af grundspillet kvalificerede sig direkte til finalen, mens nr. 2 og 3 gik videre til semifinalen, hvor de spillede om den anden finaleplads.
| Runde | Kampe                   | Kampe | Kampe                  | Kampe | Kampe              | Kampe | Kampe              | Kampe |
| ----- | ----------------------- | ----- | ---------------------- | ----- | ------------------ | ----- | ------------------ | ----- |
| 1     | Vesttyskland - Frankrig | 14-11 | Schweiz - Norge        | 11-5  | Canada - Sverige   | 11-6  | Skotland - USA     | 11-4  |
| 2     | Skotland - Frankrig     | 14-8  | Canada - Vesttyskland  | 22-5  | USA - Norge        | 13-6  | Schweiz - Sverige  | 10-8  |
| 3     | Frankrig - Sverige      | 9-8   | USA - Vesttyskland     | 21-1  | Skotland - Schweiz | 12-5  | Canada - Norge     | 28-2  |
| 4     | Skotland - Vesttyskland | 14-5  | Sverige - Norge        | 11-2  | Canada - Schweiz   | 9-6   | USA - Frankrig     | 12-3  |
| 5     | USA - Canada            | 12-10 | Vesttyskland - Schweiz | 11-7  | Sverige - Skotland | 10-7  | Frankrig - Norge   | 14-7  |
| 6     | Canada - Frankrig       | 9-4   | Sverige - Vesttyskland | 12-3  | Skotland - Norge   | 15-4  | USA - Schweiz      | 15-3  |
| 7     | Norge - Vesttyskland    | 13-11 | Sverige - USA          | 9-8   | Canada - Skotland  | 9-8   | Schweiz - Frankrig | 7-5   |

| Plac. | Hold         | Vundne | Tabte |
| ----- | ------------ | ------ | ----- |
| 1.    | Canada       | 6      | 1     |
| 2.    | USA          | 5      | 2     |
| 3.    | Skotland     | 5      | 2     |
| 4.    | Sverige      | 4      | 3     |
| 5.    | Schweiz      | 3      | 4     |
| 6.    | Vesttyskland | 2      | 5     |
| 7.    | Frankrig     | 2      | 5     |
| 8.    | Norge        | 1      | 6     |

### Slutspil
| Runde      | Kamp           | Res. |
| ---------- | -------------- | ---- |
| Semifinale | USA - Skotland | 7-5  |
| Finale     | Canada - USA   | 9-6  |

### Samlet rangering
| Plac. | Hold         | 4                        | 3                | 2                         | 1                 |
| ----- | ------------ | ------------------------ | ---------------- | ------------------------- | ----------------- |
| Guld  | Canada       | Ron Northcott            | Dave Gerlach     | Bernie Sparkes            | Fred Storey       |
| Sølv  | USA          | Raymond "Bud" Somerville | Bill Strum       | Franklin Bradshaw         | Gene Ovesen       |
| 3.    | Skotland     | Bill Muirhead            | George Haggart   | Derek Scott               | Alec Young        |
| 4.    | Sverige      | Kjell Oscarius           | Bengt Oscarius   | Claes-Göran "Boa" Carlman | Christer Wessel   |
| 5.    | Schweiz      | Heinz Beutler            | Mario Bettosini  | Jean-Pierre Mühlemann     | Kurt Schneider    |
| 6.    | Vesttyskland | Werner Fischer-Weppler   | Herbert Kellner  | Rolf Klug                 | Heinz Kellner     |
| 7.    | Frankrig     | Pierre Boan              | André Mabboux    | Yves Vallet               | Richard Duvillard |
| 8.    | Norge        | Erik Gylenhammar         | Sverre Michelsen | Nils Anton Riise-Hanssen  | Kai Dyvik         |